# James Hanken
James Hanken (* 14. Juli 1952 in New York City) ist ein US-amerikanischer Herpetologe, Hochschullehrer und Museumsleiter.

## Leben
1973 erwarb Hanken den Bachelor of Arts an der University of California, Berkeley und 1980 wurde er an derselben Universität mit der Dissertation Morphological and Genetic Investigations of Miniaturization in Salamanders (Genus Thorius) zum Ph.D. promoviert. Von 1980 bis 1983 absolvierte er mit Unterstützung eines Killam-Stipendiums seine Post-Doc-Phase an der Dalhousie University in Halifax, Kanada. Von 1983 bis 1990 war er Assistenzprofessor, von 1990 bis 1994 außerordentlicher Professor sowie von 1994 bis 1999 ordentlicher Professor für Biologie an der University of Colorado Boulder. Seit 1999 ist er Alexander Agassiz Professor für Zoologie an der Abteilung für Organismische und Molekulare Evolutionsbiologie der Harvard University sowie Kurator für Herpetologie und Direktor am Museum of Comparative Zoology. Von 1996 bis 1998 war er Redakteur bei der Fachzeitschrift American Zoologist.
Hanken befasst sich mit der Evolutionsmorphologie, der Entwicklungsbiologie und der Systematik. Die meisten Arbeiten konzentrieren sich auf Amphibien, behandeln aber ansonsten ein breites Spektrum an Themen, Taxa und Methoden. Letztere reichen von laborbasierten molekularen Analysen bis hin zu umfangreichen Feldstudien. Seine Forschungsgegenstände umfassen die Entwicklung der Gesichtsschädelstrukturen bei Wirbeltieren, die entwicklungsgeschichtliche Grundlage der Evolutionsbiologie, die Systematik, Taxonomie und Evolution von afrikanischen Fröschen und neotropischen und asiatischen Salamandern sowie der Rückgang von Amphibien und deren Erhaltung. Hanken führt Forschungsprogramme in Mexiko, China und Afrika durch.
Hanken hat über 100 wissenschaftliche Artikel geschrieben. Er ist auch Fotograf, dessen Fotos unter anderem in den Fachzeitschriften Natural History und Audubon veröffentlicht wurden. Ferner gehört er zu den Mitarbeitern des Online-Lexikons Encyclopedia of Life.
Hanken war an den Erstbeschreibungen der Salamander-Gattung Taruga sowie an acht Arten der Gattung Bolitoglossa, drei Arten der Gattung Pseudoeurycea, 18 Arten der Gattung Thorius sowie an den Arten Cynops fudingensis, Pachytriton xanthospilos und Paramesotriton yunwuensis beteiligt.
Hanken ist seit 1984 verheiratet und hat einen Sohn und eine Tochter.

## Mitgliedschaften
Hanken ist Mitglied und war von 1983 bis 1988 im Vorstand der American Society of Ichthyologists and Herpetologists. Ferner ist er Mitglied bei Sigma Xi, der Society for the Study of Evolution, der Society for Integrative and Comparative Biology, der Society for the Study of Amphibians and Reptiles, der International Society of Vertebrate Morphology, deren Präsident er von 2001 bis 2004 war, der Herpetologists’ League sowie der Society for Developmental Biology. Von 1996 bis 2000 war er Ausschussmitglied der National Science Foundation in Washington, D.C.

## Ehrungen und Dedikationsnamen
1990 war Hanken Nils von Hofsten Lecturer an der Universität Uppsala und 1996 John L. and Margaret B. Gompertz Professor für Systembiologie an der University of California, Berkeley. 1997 wurde er zum Fellow der American Association for the Advancement of Science gewählt. Nach Hanken sind die Salamanderart Thorius hankeni und die Froschart Pseudophilautus hankeni benannt.